# John Cramer (Politiker)
John Cramer (* 17. Mai 1779 in Waterford, New York; † 1. Juni 1870 ebenda) war ein US-amerikanischer Jurist und Politiker. Zwischen 1833 und 1837 vertrat er den Bundesstaat New York im US-Repräsentantenhaus.

## Werdegang
John Cramer wurde während des Unabhängigkeitskrieges in Waterford als Sohn des deutschstämmigen Conrad Cramer und dessen aus Nordirland stammender Ehefrau Margaret Carruth Brisbin geboren. Er besuchte Dorfschulen und graduierte 1801 am Union College in Schenectady. Cramer studierte Jura. Nach dem Erhalt seiner Zulassung als Anwalt begann er in Waterford zu praktizieren. Bei der Präsidentschaftswahl des Jahres 1804 trat Cramer als Wahlmann (presidential elector) für die Demokratisch-Republikanische Partei an. Thomas Jefferson und George Clinton gingen als Sieger aus dem Rennen hervor. 1805 wurde er zum Master am New York Court of Chancery ernannt. Er saß in den Jahren 1806 und 1811 in der New York State Assembly und zwischen 1823 und 1825 im Senat von New York. 1821 nahm er als Delegierter an der verfassunggebenden Versammlung von New York teil. Politisch gehörte er zu jener Zeit der Jacksonian-Fraktion an.
Bei den Kongresswahlen des Jahres 1832 für den 23. Kongress wurde Cramer im elften Wahlbezirk von New York in das US-Repräsentantenhaus in Washington, D.C. gewählt, wo er am 4. März 1833 die Nachfolge von Erastus Root antrat. Nach einer erfolgreichen Wiederwahl im Jahr 1834 schied er nach dem 3. März 1837 aus dem Kongress aus.
1842 saß er wieder in der New York State Assembly. Er verstarb am 1. Juni 1870 in Waterford und wurde dann auf dem Waterford Rural Cemetery beigesetzt.
Aus seiner 1806 geschlossenen Ehe mit Hannah Mary Close stammten mindestens sieben Kinder. Eine seiner Töchter, Mary Cramer Curtis, kam 1873 beim Untergang des französischen Ozeandampfers Ville du Havre ums Leben.